# 美花美冠兰
美花美冠兰（学名：Eulophia pulchra）为兰科美冠兰属下的一个种。

## 扩展阅读
- 維基物種上的相關：美花美冠兰